# Acer bendirei
Acer bendirei é uma espécie de árvore extinta do gênero Acer, pertencente à família Aceraceae.